# First Class (Jack Harlow)
First Class is een nummer van de Amerikaanse rapper Jack Harlow uit 2022. Het is de tweede single van zijn tweede studioalbum Come Home the Kids Miss You.
In het nummer heeft Harlow het over hoe zijn leven is veranderd sinds hij begin 2020 doorbraak met het nummer Whats Poppin. Hij kan nu eersteklas reizen voor zijn vrienden en familie betalen, zijn vriendin op leuke dingen trakteren en het bezit van zijn ouders vergroten. "First Class" werd wereldwijd een grote hit. Het bereikte de nummer 1-positie in de Amerikaanse Billboard Hot 100. In het Nederlandse taalgebied was het succes echter een stuk minder groot; met in Nederland een eerste positie in de Tipparade, en in de Vlaamse Ultratop 50 een bescheiden 32e positie.